# Erythrina mulungu

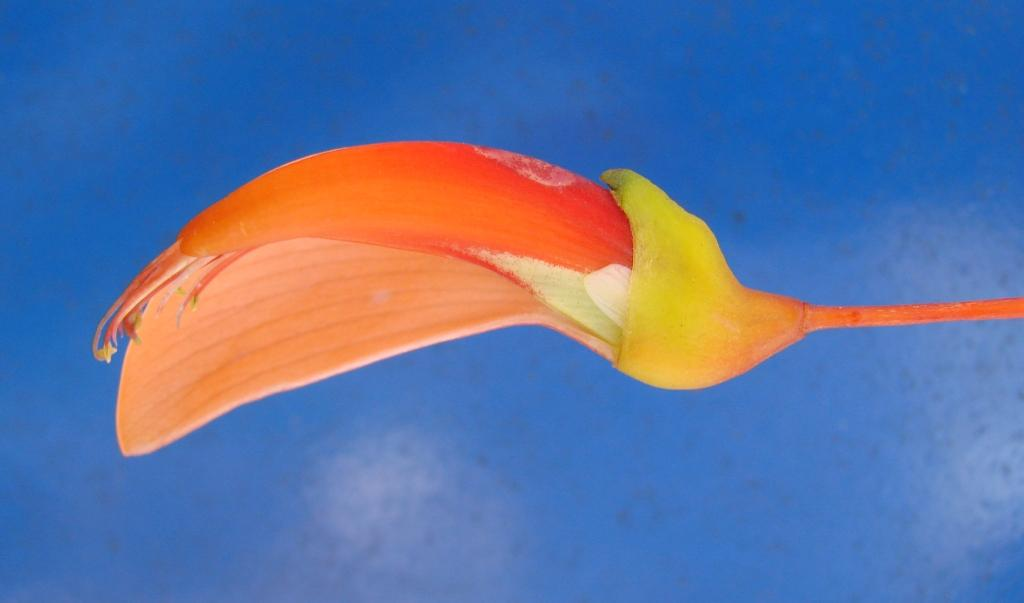
Flor de Erythrina mulungu.

Erythrina mulungu Mart. ex Benth., (entre outros sinônimos, nomes científicos) conhecida pelos nomes comuns de murungu, mulungu-coral, molungo, etc, é uma espécie de árvores da família Fabaceae e gênero Erythrina. É endêmica do Brasil, encontrada no Cerrado, Caatinga, Amazônia e Mata Atlântica.
Além desta existem mais duas espécies do gênero Erythrina que também são conhecidas como mulungus:
- Erythrina velutina (mulungu-da-caatinga), América do Sul
- Erythrina speciosa (mulungu-do-litoral), Brasil.

A espécie é utilizada como árvore ornamental nas regiões tropicais e subtropicais e como planta medicinal na medicina tradicional sul-americana, especialmente na brasileira.

## Ocorrência
E. mulungu tem distribuição natural na Costa Rica, Panamá, Colômbia, Venezuela, Guianas e Brasil. No Brasil ocorre nos estados do Acre, Rondônia, Ceará, Maranhão, Mato Grosso, Bahia, Minas Gerais, Rio de Janeiro, São Paulo, Santa Catarina, Paraná e Rio Grande do Sul

## Composição e uso medicinal
Os compostos ativos presentes nos extractos da planta são a tetra-hidro-isoquinolina e os alcalóides, eritravina e (+)-11α-hidroxi-eritravina.
Estudos mostram que a planta possui propriedades sedativas, ansiolíticas e anticonvulsivas.
Várias espécies de árvores do género Erythrina são usadas pelos povos indígenas da bacia do Amazonas como plantas medicinais, para produção de insecticidas e como veneno para peixes.
A utilização para fins medicinais é, em geral, feita sob a forma de tintura ou por ⁣⁣decocção⁣⁣ da casca, ou folhas. Na medicina tradicional brasileira estes preparados são utilizados como sedativo, para acalmar situações de nervosidade excessiva, combater a insônia e a depressão e para baixar a pressão sanguínea.
Preparados de E. mulungu são comercializados no Brasil, mas são incomuns na América do Norte e quase desconhecidos na Europa, regiões onde apenas aparecem raramente como parte de fórmulas de ervanária utilizadas no combate à ansiedade e depressão.

## Nomenclatura
A espécie apresenta uma extensa sinonímia taxonómica que inclui, entre outros, os seguintes binomes: Corallodendron mulungu (Martius) Kuntze; Erythrina flammea Herzog e Erythrina verna Mart. ex Benth.. O binome E. verna aparece com frequência na literatura lusófona e em usos comerciais e técnicos relacionados com o comércio de plantio da espécie.
Também no que respeita aos nomes comuns (nomes populares) existe uma grande variedade de nomes regionais, alguns dos quais utilizados em jardinagem e em arboriculutura. Entre esses nomes incluem-se: amansa-senhor, capa-homem, canivete, corticeira, bico-de-papagaio, eritrina, sapatinho-de-judeu, sananduva e mulungú-suinã.

## Sementes

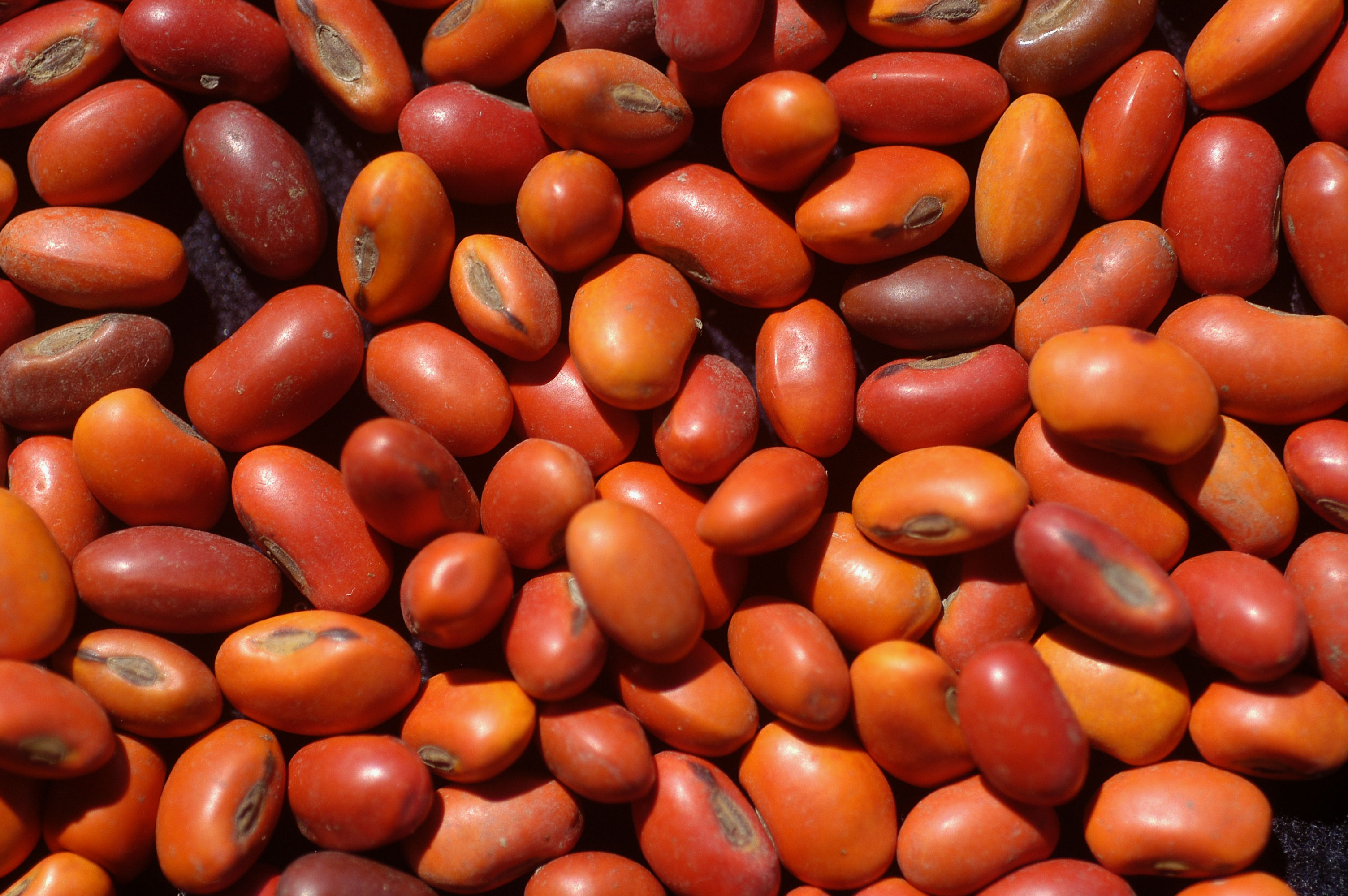
Sementes de mulungu

Suas sementes vermelho-alaranjadas são consideradas muito tóxicas, a ingestão deve ser evitada, havendo perigo de morte.
As sementes germinam em substrato organo-arenoso cobertas com uma camada de 1 a 2 cm, sendo irrigadas diariamente, emergindo com 7 a 16 dias, tendo alta taxa de germinação. A quebra de dormência geralmente não é necessária. Mas quando é, é realizada através de tratamentos germinativos que consistem na escarificação mecânica com lixa da parte extrema-oposta ao hilo abrindo uma pequena passagem no tegumento; e imersão em água por 24 horas ou mais.